# Regiunea Tărgoviște
Tărgoviște este o regiune (oblast) în nordul Bulgariei. Se învecinează cu regiunile Razgrad, Shumen, Sliven, Veliko Tarnovo și Ruse. Capitala sa este orașul omonim. 